# Woldana campana
Woldana campana är en insektsart som beskrevs av Delong 1981. Woldana campana ingår i släktet Woldana och familjen dvärgstritar. Inga underarter finns listade i Catalogue of Life.